# 渡辺守之
渡辺 守之（わたなべ もりゆき、1922年11月  - ）は、日本の自動車技術者。元マツダ会長、元日本自動車工業会副会長。
広島県呉市生まれ。1945年、東京帝国大学第二工学部航空原動機学科卒業。1946年、東洋工業（現マツダ）入社。1965年、設計部長。1971年、取締役。1978年、常務取締役。1982年、専務取締役。1984年、代表取締役会長。1987年、取締役相談役。
この間、日本自動車工業会理事・副会長・常任理事、日本規格協会理事などを務めた。

## 著書
- 『車づくりの光と影　技術余話』日刊自動車新聞社 1989年